# Béla Lugosi (banda)
Bela Lugosi es una banda rock originaria de la provincia de Mendoza, Argentina. Su nombre es en homenaje al actor de cine de terror rumano del mismo nombre.

## Historia

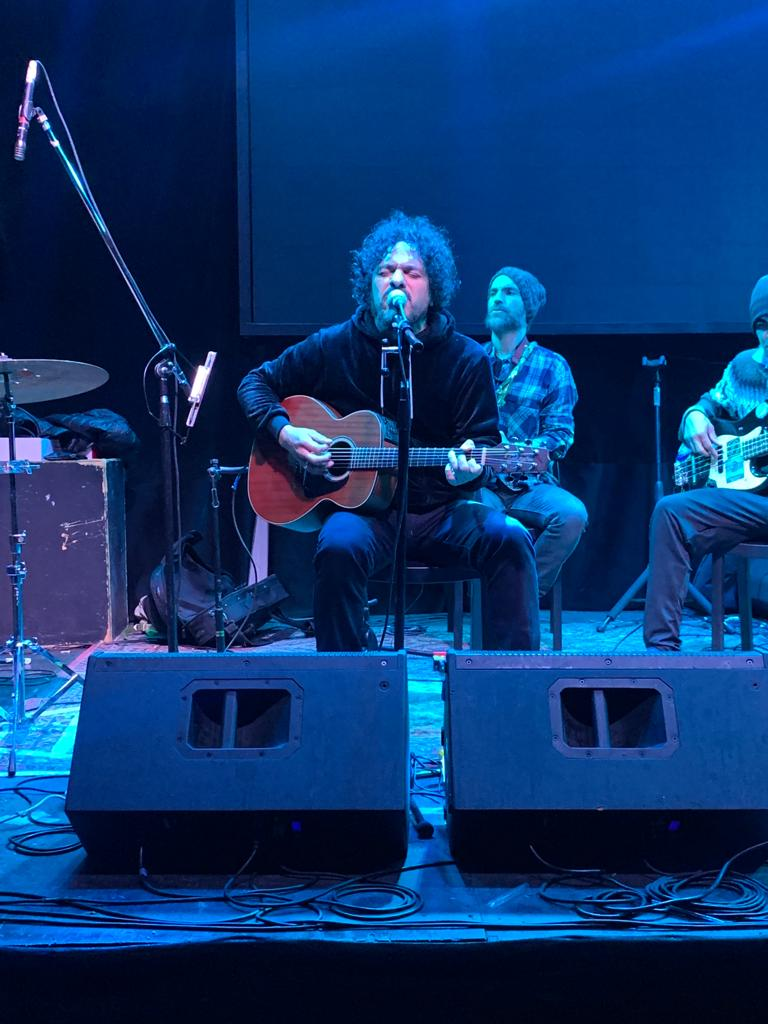
Marcelo Zoloa en 2022. Es el vocalista y miembro estable en toda la trayectoria de la banda desde sus inicios.

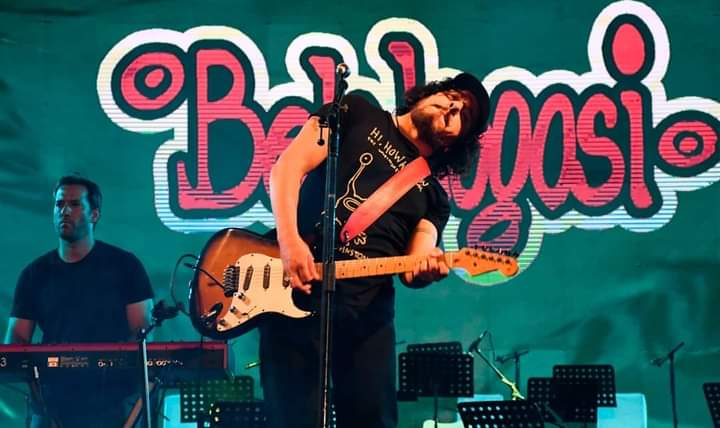
Béla Lugosi.

Bela Lugosi surgió en Mendoza, en el año de 1993. A partir de ese momento comienzan a participar en diversos lugares del país, como San Luis, San Juan y Córdoba, como así también realizan algunas presentaciones en Chile, Villa Gesell, Pinamar, San Bernardo y Mar del Plata. En el año 1995 la agrupación decide instalarse en la provincia de Buenos Aires, para poder grabar su primer trabajo discográfico de forma independiente titulado Caballo Florido; que logra vender aproximadamente unas quinientas copias, que se agotaron al poco tiempo de editarse.
Cinco años más tarde editan el álbum Qué hago aquí, su primer álbum de estudio comercial, grabado en los estudios DBN, perteneciente al grupo Las Pelotas que tienen instalado en Córdoba. La producción artística estuvo a cargo de Germán Daffunchio exintegrante del mítico grupo Sumo y actual vocalista de Las Pelotas, quien además participa cantando la canción «Desaparecer». Con esta banda han compartido varias veces escenarios en infinidad de ocasiones. El corte de difusión elegido por el grupo fue «Nueve de cada diez».
En el año 2001, la banda tuvo la oportunidad de abrir los conciertos de Sonic Youth y Sean Lennon en el festival Primavera Alternativa, realizado en el Campo de Polo en la ciudad de Buenos Aires. 
Su segundo trabajo discográfico Haciendo lo que queremos, fue editado en el año 2002. Esta placa fue grabado en los estudios estudio Fader y en Cayo Records, bajo la producción artística del guitarrista mendocino Felipe Staiti (Enanitos Verdes). La agrupación había cambiado por entonces. La nueva formación se completó con Manolo Pereiro (batería y percusión), Marcelo Zoloa (guitarras, armónica y voz) y Pablo Olguín (bajo y coros). En el año 2004 editaron su tercer material de estudio titulado Decidir para el sello Pop Art, producido nuevamente por Felipe Staiti. El disco se centró en un sonido más crudo, ya que la mayoría de los temas fueron grabados en vivo. Este disco se emparentaba más con la primera placa independiente.
La banda editó su cuarto disco de estudio titulado Tomándoselo con calma lanzado a mediados del año 2007. El álbum tuvo la producción del exintegrante de El Otro Yo,  Ezequiel Araujo y tuvo invitados de alto nivel artístico como el fallecido ex cantante y líder de Las Pelotas Alejandro Sokol, al exintegrante de Viejas Locas e Intoxicados, el cantante Pity Álvarez y a la ex modelo y cantante Deborah de Corral.  
En el año 2009, la agrupación presentó Desde el puente, el quinto disco de su carrera.  El mismo se grabó en los estudios Vade Records en Ramos Mejía y nuevamente contó músicos invitados de renombre. Este disco estuvo acompañado por dos videoclips promocionales: «Soy Libre» y «Desde el puente». Además, hay una versión de la canción de Junior Marvin que popularizó The Clash, «Police & Thieves», que cuenta con la participación de Andrea Prodan (hermano del fallecido cantante Luca Prodan) y una versión nueva del tema «Mondongo Reggae».
En agosto de 2013, la banda editó su sexto disco La sombra del lobo, un disco que pretende ser de carácter conceptual. Las once canciones pasan por los estados de ánimo de un lobo, rescatando las características propias de este ser, como la búsqueda, la paciencia y la lucha. Ezequiel Araujo (exintegrante de El Otro Yo) fue nuevamente el productor artístico y participó en varias canciones. Otros invitados para la placa fueron: Leandro Fuentes, el guitarrista de Miranda! y la DJ Romina Cohn.
En el año 2016 la banda desembarca en México donde realiza su primera gira en ese país durante un mes en 10 ciudades, gira que sirve para inspirarlos a hacer las próximas canciones de su séptimo disco. En el 2017 sacarían lo que es hasta la fecha su último trabajo llamado El día después un disco con canciones más orientadas al folk, y una versión muy bien lograda de la canción «One i love», del grupo estadounidense R.E.M. hecha en español. De este disco saldrían los videoclips de «Cuando has visto todo» y «Hay un lugar», este último filmado íntegramente con la tecnología 360 grados.
En julio del año 2019 vuelven a grabar uno de sus temas más conocidos «Canción de la ruta» ya decididamente volcada hacia una versión netamente folk. Fue lanzada con un videoclip filmado por el realizador mendocino Lisandro Borra que superó las 500.000 reproducciones en YouTube. En la actualidad se encuentran celebrando los 20 años de su primer disco que promete una sorpresa según informan en sus redes sociales. La formación de Bela Lugosi está compuesta por Marcelo Zoloa en guitarra y voz, Manolo Pereiro en batería y percusión, Pablo Martínez en bajo y coros, Cristian Puebla en guitarra y como músico invitado José Bitar en saxofón.
Durante el contexto de la pandemia de COVID-19, la banda se toma un receso por la situación sanitaria. Su vocalista, Marcelo Zoloa lanza su primer álbum en solitario titulado Triángulo en 2021.
Entre las canciones más reconocidas de la banda, se encuentran «Soy libre», «No me sirve», «Tomándoselo con calma», «Una chance», «Canción de la ruta», «Desde el puente» y «Hay un lugar».

## Discografía
| Año  | Nombre del álbum                  | Tipo de álbum | Discografía      |
| ---- | --------------------------------- | ------------- | ---------------- |
| 2000 | Que hago aquí                     | En estudio    | Popart           |
| 2002 | Haciendo lo que queremos          | En estudio    | Popart           |
| 2004 | Decidir                           | En estudio    | Popart           |
| 2007 | Tomándoselo con calma             | En estudio    | Popart           |
| 2009 | Desde el puente                   | En estudio    | Popart           |
| 2013 | La sombra del lobo                | En estudio    | BMV Producciones |
| 2017 | El día después                    | En estudio    | Bela Lugosi      |
| 2019 | Canción de la ruta (Versión 2019) | En estudio    | Bela Lugosi      |